# Cossourado (Paredes de Coura)
Cossourado é uma povoação portuguesa do Município de Paredes de Coura que foi sede da extinta Freguesia de Cossourado, freguesia que tinha 5,53 km² de área e 319 habitantes (2011), e, por isso, uma densidade populacional de 57,7 h/km².
A Freguesia de Cossourado foi extinta (agregada) pela reorganização administrativa de 2012/2013, tendo o seu território sido agregado ao da Freguesia de Linhares para criara a União das Freguesias de Cossourado e Linhares.

## População
| População da freguesia de Cossourado | População da freguesia de Cossourado | População da freguesia de Cossourado | População da freguesia de Cossourado | População da freguesia de Cossourado | População da freguesia de Cossourado | População da freguesia de Cossourado | População da freguesia de Cossourado | População da freguesia de Cossourado | População da freguesia de Cossourado | População da freguesia de Cossourado | População da freguesia de Cossourado | População da freguesia de Cossourado | População da freguesia de Cossourado | População da freguesia de Cossourado |
| ------------------------------------ | ------------------------------------ | ------------------------------------ | ------------------------------------ | ------------------------------------ | ------------------------------------ | ------------------------------------ | ------------------------------------ | ------------------------------------ | ------------------------------------ | ------------------------------------ | ------------------------------------ | ------------------------------------ | ------------------------------------ | ------------------------------------ |
| 1864                                 | 1878                                 | 1890                                 | 1900                                 | 1911                                 | 1920                                 | 1930                                 | 1940                                 | 1950                                 | 1960                                 | 1970                                 | 1981                                 | 1991                                 | 2001                                 | 2011                                 |
| 464                                  | 490                                  | 457                                  | 455                                  | 480                                  | 520                                  | 494                                  | 577                                  | 623                                  | 555                                  | 467                                  | 426                                  | 352                                  | 338                                  | 319                                  |

| Distribuição da População por Grupos Etários | Distribuição da População por Grupos Etários | Distribuição da População por Grupos Etários | Distribuição da População por Grupos Etários | Distribuição da População por Grupos Etários | Distribuição da População por Grupos Etários | Distribuição da População por Grupos Etários | Distribuição da População por Grupos Etários | Distribuição da População por Grupos Etários | Distribuição da População por Grupos Etários |
| -------------------------------------------- | -------------------------------------------- | -------------------------------------------- | -------------------------------------------- | -------------------------------------------- | -------------------------------------------- | -------------------------------------------- | -------------------------------------------- | -------------------------------------------- | -------------------------------------------- |
| Ano                                          | 0-14 Anos                                    | 15-24 Anos                                   | 25-64 Anos                                   | > 65 Anos                                    |                                              | 0-14 Anos                                    | 15-24 Anos                                   | 25-64 Anos                                   | > 65 Anos                                    |
| 2001                                         | 46                                           | 47                                           | 162                                          | 83                                           |                                              | 13,6%                                        | 13,9%                                        | 47,9%                                        | 24,6%                                        |
| 2011                                         | 35                                           | 35                                           | 173                                          | 76                                           |                                              | 11,0%                                        | 11,0%                                        | 54,2%                                        | 23,8%                                        |

## Património
- Cividade do Cossourado ou Castro do Monte da Cidade